# Connor Curran
Connor Curran (Cincinnati, 23 settembre 2004) è uno sciatore freestyle statunitense.

## Palmarès

### Mondiali juniores
- 2 medaglie:
  - 2 bronzi (salti a Obertauern 2023; salti a Chiesa in Valmalenco 2024)

### Coppa del Mondo
- Miglior piazzamento nella Coppa del Mondo di salti: 7º nel 2024
- 1 podio:
  - 1 secondo posto